# 吴乐懿
吴乐懿（1919年3日27日—2006年4月1日），女，汉族，浙江鄞县人，生于上海，中国钢琴演奏家、教育家，第三届全国人大代表，第五、六、七届全国政协委员。